# Jandaíra (kommun i Brasilien, Bahia)
Jandaíra är en kommun i Brasilien.   Den ligger i delstaten Bahia, i den östra delen av landet, 1 200 km öster om huvudstaden Brasília. Antalet invånare är 10 322.
I omgivningarna runt Jandaíra växer i huvudsak städsegrön lövskog. Runt Jandaíra är det glesbefolkat, med 16 invånare per kvadratkilometer.